# Chris Fismer
Christiaan Loedolff Fismer (nascido em 30 de setembro de 1956) foi Vice-Ministro de Assuntos Gerais e Vice-Ministro da Justiça sob o presidente sul-africano Nelson Mandela, de 1994/5 a 1999.